# Поводир (фільм, 2013)
«Поводир, або Квіти мають очі» (англ. The Guide) — український історичний драматичний фільм режисера і сценариста Олеся Саніна, в основу сюжету якого покладено мандри Радянською Україною американського хлопчика та українського сліпого музики напередодні та під час Голодомору.
Український Оскарівський комітет обрав фільм «Поводир» представляти Україну у номінації «Найкращий фільм іноземною мовою» на здобуття премії «Оскар» 2015 року, проте стрічка не потрапила до короткого списку Американської кіноакадемії.
Світова прем'єра фільму відбулася на Одеському міжнародному кінофестивалі 16 липня 2014 року. Стрічка вийшла в український широкий прокат 12 листопада 2014 року. Під час прокату в Україні відбувалися також спеціальні покази фільму з тифлокоментуванням для незрячих людей.
Гасло фільму «Заплющ очі — дивись серцем».

## Сюжет
Події фільму відбуваються у 1932-1933-х роках в УСРР у часи індустріалізації, колективізації та напередодні й під час Голодомору й репресій представників Розстріляного відродження. Американський інженер Майкл Шемрок разом зі своїм десятирічним сином Пітером приїздить до Харкова працювати іноземним спеціалістом, де закохується в актрису Ольгу Левицьку. В Ольгу також закоханий співробітник ОДПУ Володимир, який всіма силами намагається позбутись конкурента. Випадково до рук Шемрока потрапляють секретні документи про заплановане радянською владою масове вилучення продовольства та супутні репресії. Коли він сідає з сином у потяг, Майкла вбивають спецслужбовці, а Пітер тікає та ховається у вагоні іншого потягу. Вбивство списують на диверсію «агентів світового імперіалізму».
Хлопчикові дивом вдається втекти від переслідувачів — завдяки сліпому бандуристові Івану Кочерзі, що потай подорожує в товарному вагоні. Іван здогадується, що хлопчика шукатимуть в порту, куди прямував потяг, тож радить на якийсь час сховатися. Пітер, однак, виходить на одній станції, де зазнає нападу хуліганів. Іван відганяє їх, надиво вправно б'ючись. Володимир тим часом розшукує Пітера, продовжуючи залицятись до Ольги. Вона розуміє, що Володимир стоїть за вбивством Майкла та просить врятувати хлопчика.
Пітер стає поводирем Івана та дізнається, що в минулому той був командиром роти армії УНР, отримав поранення в голову й осліп. Кочерга вчить Пітера ремеслу поводиря, розповідає як бандуристи були народними співцями. Обоє приходять у стару козацьку фортецю, де переховуються інші бандуристи зі своїми поводирями. Іван довідується новину — в Харкові планують влаштувати з'їзд кобзарів і там же зареєструвати їх. Інші співці передбачають, що це пастка аби вбити їх усіх разом. На фортецю стається облава, та Пітера міліції знайти не вдається.
Івановий товариш знаходить документи, виявлені Майклом, у книзі, що була в Пітера. Це виявляються плани із влаштування Голодомору. Іван вирішує особисто передати документи в Москву тамтешнім борцям з комуністами аби підняти повстання. Документи він ховає в «душі бандури» — деталі, без якої бандура не гратиме. Іван мріє, що якщо всі українці повстануть, то радянська влада буде повалена. Та Пітер занедужує, тож Іван веде його до свого дому, до дружини Орисі. В той час бандуристів оголошують ворожими елементами, котрих належить арештовувати.
Взимку 1932—1933 років кільце пошуків Пітера звужується, а Голодомор здійснюється. Володимир відвідує села, де може перебувати хлопчик з документами, залучає до пошуків армію, що не дає населенню дістати які-небудь харчі. Кочерга виводить дітей з навколишніх сіл і Пітера до річкової переправи під прикриттям туману. Пітера майже ловлять, проте Кочерга, відволікає радянських солдатів, граючи на бандурі. Діставшись додому, Іван виявляє, що дім спалено, а Орисю вбито. Його схоплюють і кидають разом з іншими кобзарями до в'язниці.
Пітер дістається Харкова і, приєднавшись до групи безпритульних, живе з того, що обкрадає квартири. Одного разу він потрапляє в свою колишню квартиру, де зустрічає Ольгу. Вона переховує хлопчика від Володимира та організовує його доставку в США через знайомих. Та коли Пітер дізнається, що кобзарів мають невдовзі стратити, він ховається під вагоном з арештантами й намагається врятувати Івана. Володимир командує стратою — кобзарів вирішують втопити, підірвавши дамбу. Івана ж за наказом Володимира прив'язують до стовпа на узвишші, щоб він чув загибель товаришів.
Пітер підслуховує про сигнал до вибуху — червону ракету. Він звільняє Івана й віддає йому «душу бандури», але тут його схоплює Володимир. Івану вдається вихопити у Володимира ракетницю та звалити його з узвишшя. Солдати на віддалі підривають вибухівку, під водою гинуть кобзарі, Іван, Володимир, та солдати, що не встигли втекти.
Згодом Пітеру вдається виїхати з СРСР на батьківщину. Пітер лишається єдиним живим свідком тих трагічних подій, та оскільки документи втрачено, йому ніхто не вірить.

### Історичність подій

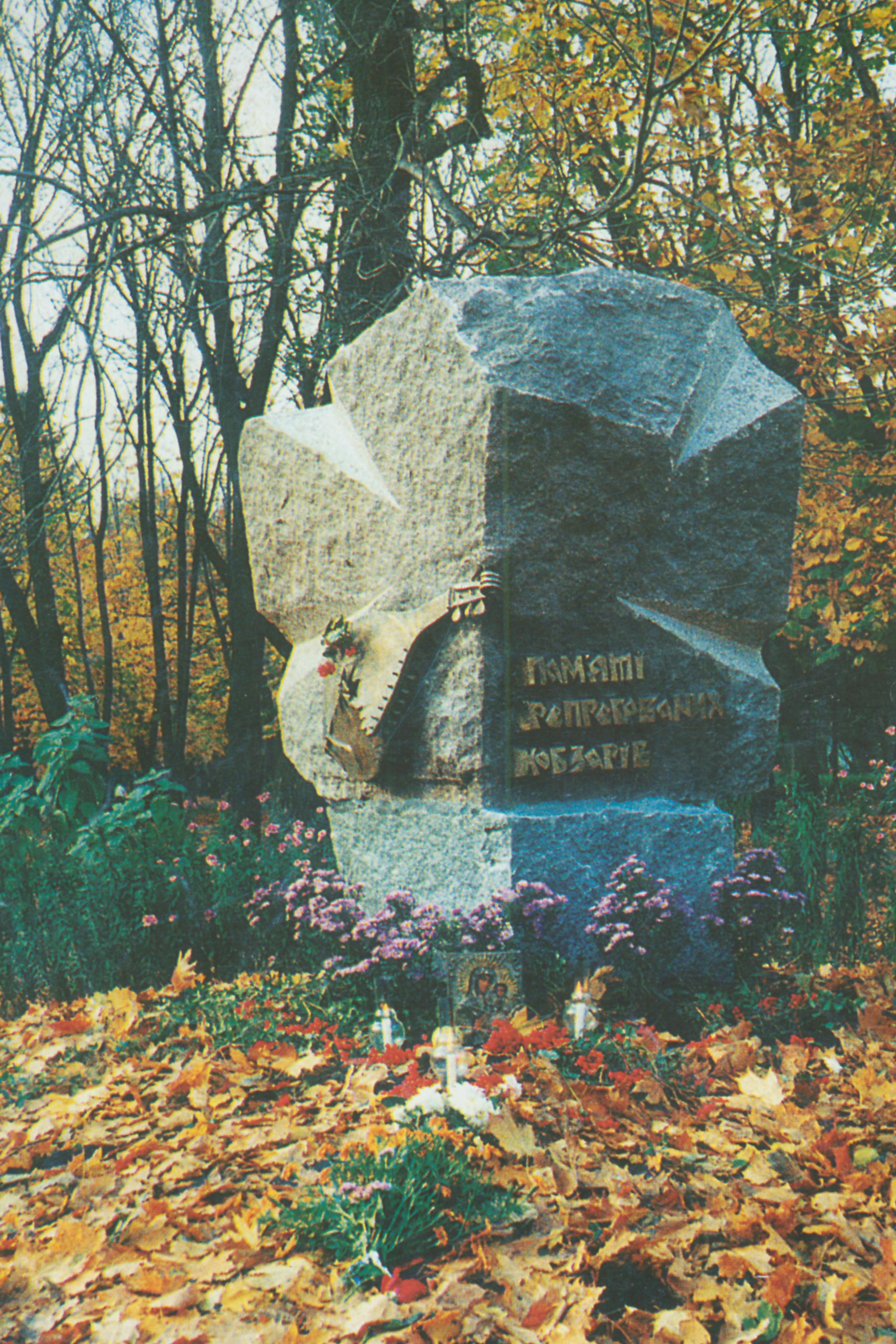
Пам'ятний знак репресованим кобзарям, бандуристам, лірникам у Харкові.

Основою сюжету кінострічки стала історія про розстріляний з'їзд кобзарів у Харкові в 1930-х роках, щодо достовірності якої історики висловлюють сумніви. Жодних документальних підтверджень того, що такий з'їзд відбувався і що його розстріляли, не знайдено.

## У ролях
| Актор              | Роль                               |
| ------------------ | ---------------------------------- |
| Станіслав Боклан   | кобзар Іван Кочерга                |
| Антон Грін         | син Майкла Пітер Шемрок            |
| Олександр Кобзар   | співробітник ОДПУ Володимир        |
| Джефф Баррелл      | американський інженер Майкл Шемрок |
| Джамала            | актриса Ольга Левицька             |
| Олег Примогенов    | Микола Ситник                      |
| Ірина Саніна       | дружина Івана Орися                |
| Андрій Франчук     | Гарріс                             |
| Вероніка Шостак    | Наталка                            |
| Едуард Безродний   | Аркадій                            |
| Федір Стригун      | майстер Богдан                     |
| Остап Годлевський  |                                    |
| Ігор Засядкович    | один із кобзарів                   |
| Олександр Ірванець |                                    |
| Андрій Кацюба      |                                    |
| Орест Кацюба       |                                    |
| Петро Шеверда      |                                    |
| Сергій Жадан       | поет Михайль Семенко               |
| Андрій Білоус      | генерал                            |
| Андрій Ляшук       | лірник                             |

## Виробництво

### Кошторис
Робота над стрічкою тривала з 2012 року. Державною агенцією з питань кіновиробництва на створення фільму було профінансовано 16,6 млн гривень, що становило приблизно 99.9 % від загального бюджету. Загальний кінцевий кошторис стрічки становив 16,8 млн гривень ($2 млн). Частина коштів на створення фільму була передана Арсенієм Яценюком.

### Фільмування

Су251-86 — один з паровозів, що використовувався у зйомках фільму

Зйомки картини розпочались у 2007 році. Прем'єру планували в листопаді 2013 року. Події на київському Майдані відклали її.
Перший варіант сценарію до стрічки написав сам режисер Олесь Санін, потім він був допрацьований письменницею Ірен Роздобудько. Коли в 2012 році кінопроєкт став одним із переможців конкурсу на отримання державного фінансування, сценарій був ще раз переписаний Олександром Ірванцем. 20 лютого 2012 року компанія «Пронто Фільм» розпочала зйомки фільму «Поводир, або Квіти мають очі».
Зйомки «Поводиря» здійснював відомий кінооператор Сергій Михальчук. Вперше в Україні до участі в кінопроцесі було запрошено біля півсотні незрячих людей. Окрім незрячих акторів, у кінофільмі знімалися справжні лірники та кобзарі зі Львова, Сумщини та Луцька. До процесу створення кінострічки залучались європейські технічні фахівці.

### Місця зйомок

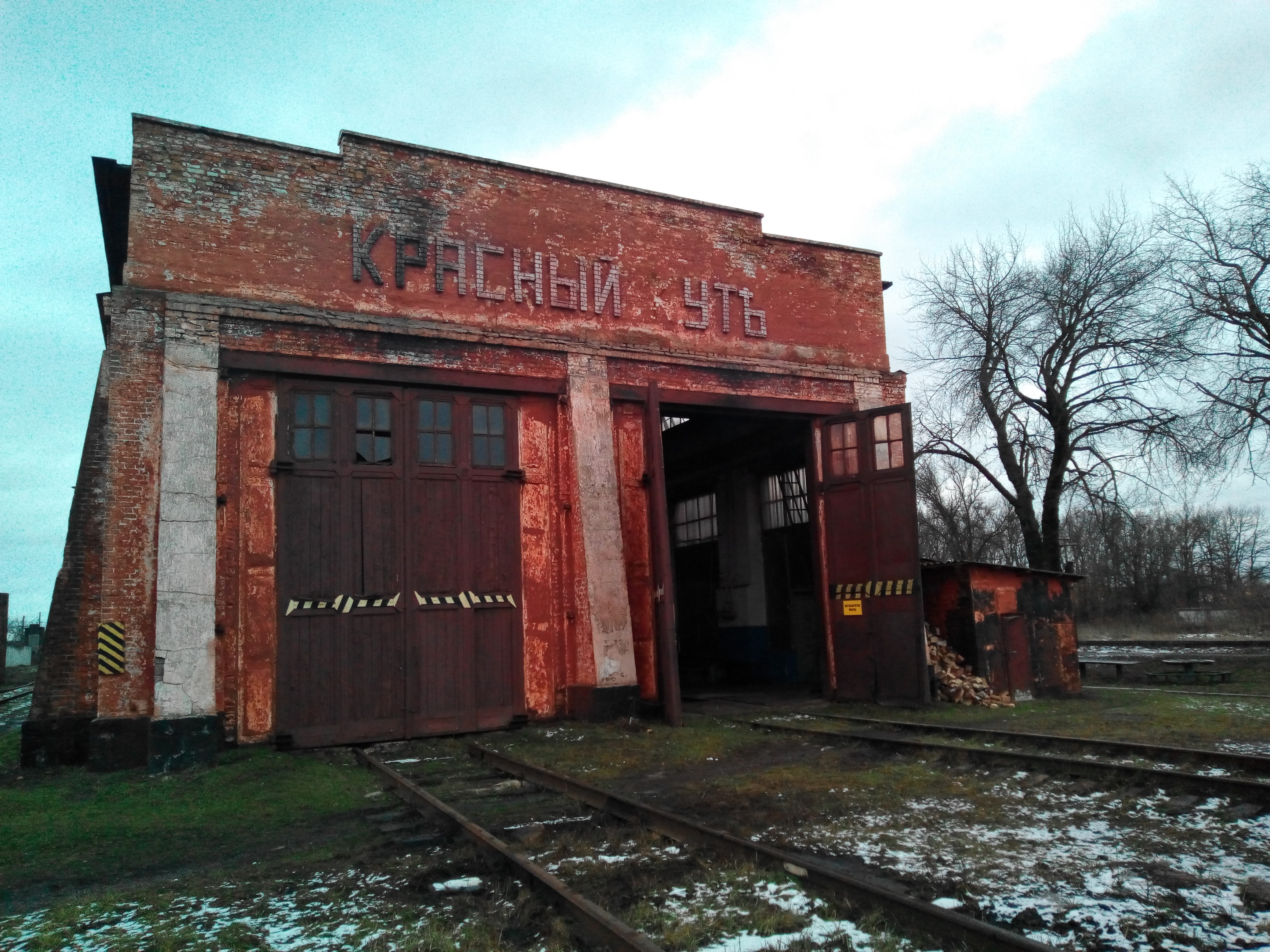
Депо у Цвітковому — одна з локацій, де знімали «Поводиря».

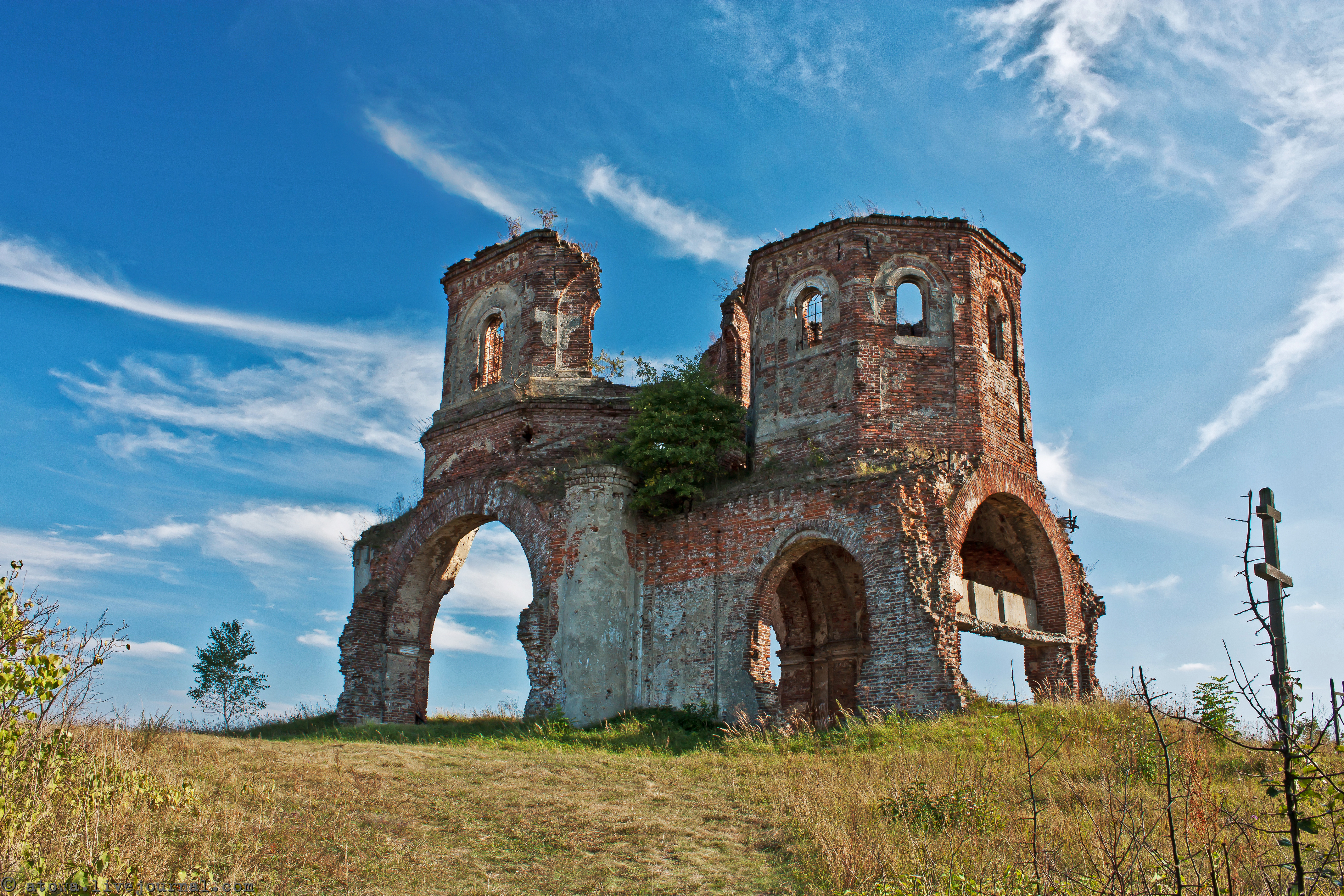
Руїни розстріляної церкви святого Михаїла у виселеному селі Велика Вишенька на Львівщині, біля якої знімався один з епізодів фільму.

Зйомки відбувалися під Києвом у Витачеві, у Харкові, під Переяславом, Новгородом-Сіверським, біля Львова, у селищі Цвіткове Городищенського району Черкаської області на однойменній станції, де знаходяться на зберіганні паровози та збереглась архітектура тих часів. Окремі сцени на залізниці були відзняті на промисловій залізничній станції Київської ТЕЦ № 6.
Значну частину фільму знімали на Рівненщині. Так в Тараканівському форті, що під Дубном, знімали стару козацьку фортецю що слугувала місцем переховувань та зустрічей кобзарів. А фінальну сцену знімали на Базальтових кар'єрах поблизу села Базальтового, що на Костопільщині.

## Реліз
Стрічка вийшла в український широкий прокат 12 листопада 2014 року. Виходу картини передувала промо-кампанія коштом 2,5 мільйони гривень.
На сході України, зокрема в Маріуполі та Краматорську, близько 10 кінотеатрів відмовилися демонструвати стрічку буцімто «через острах скоєння терактів». Попри відмову деяких кінотеатрів на сході України демонструвати стрічку, фільм все одно демонстрували бійцям Української Армії, що дислокувалися на сході України в районі АТО.
21 лютого 2015 року на телеканалі «Інтер» відбулася телепрем'єра фільму в версії для кінотеатрів. Також після прокату картини в кінотеатрах мала бути змонтована 4-серійна версія для телебачення, проте її виробництво наразі заморожене через нестачу коштів.

## Касові збори
Стрічка стартувала в українському прокаті 12 листопада 2014 року накладом 130 копій.
За перший вікенд прокату (13-16 листопада) фільм зібрав $ 265 тис. За цей період його подивилися 94,8 тис. глядачів. На той момент це був найкращий результат бокс-офісу українських фільмів. З топової десятки українського кінопрокату «Поводир» вийшов лише на 9 тижні свого прокату. Загальні збори кінострічки на цей момент становили 14 мільйонів 80 тисяч гривень (при бюджеті фільму 16-18 мільйонів), кількість проданих квитків — 360 064.

## Нагороди та номінації
| Рік  | Нагорода                                   | Категорія                                              | Номінант         | Результат |
| ---- | ------------------------------------------ | ------------------------------------------------------ | ---------------- | --------- |
| 2014 | Варшавський міжнародний кінофестиваль      | Гран-прі                                               | Олесь Санін      | Номінація |
| 2014 | Варшавський міжнародний кінофестиваль      | Приз глядацьких симпатій                               | Олесь Санін      | 6 місце   |
| 2014 | Одеський міжнародний кінофестиваль         | «Золотий Дюк»                                          | Олесь Санін      | Номінація |
| 2014 | Одеський міжнародний кінофестиваль         | Найкращий фільм (міжнародний конкурс)                  | Олесь Санін      | Номінація |
| 2014 | Одеський міжнародний кінофестиваль         | Найкраща акторська робота                              | Станіслав Боклан | Перемога  |
| 2014 | Одеський міжнародний кінофестиваль         | Спеціальний диплом журі за візуальну реалізацію фільму | Сергій Михальчук | Перемога  |
| 2015 | Universe Multicultural Film Festival (США) | Гран-прі за найкращий фільм                            | Олесь Санін      | Перемога  |
| 2015 | Universe Multicultural Film Festival (США) | Гран-прі за найкращу чоловічу роль                     | Станіслав Боклан | Перемога  |

### Скандал довкола Оскарівського комітету
9 вересня 2014 року Український Оскарівський комітет оголосив, що цього року на здобуття премії «Оскар» Американської кіноакадемії в номінації «Фільм іноземною мовою» висуває від України драму «Поводир» Олеся Саніна. Всього у цьому відборі брали участь три українські стрічки: «Поводир», «Плем'я» та «Трубач».
Рішення Оскарівського комітету викликало бурхливу емоційну реакцію в українській кіноспільноті. Творча група «Племені» 11 вересня направила відкритого листа в Український Оскарівський комітет із проханням провести повторне голосування. Режисер «Племені» Мирослав Слабошпицький висловив недовіру членам комітету, а також звинуватив їх у необ'єктивності, запропонувавши кіногромадськості виступити із протестом проти їхнього рішення. Творці фільму «Плем'я» стверджували, що у процедурі голосування мали місце грубі порушення, зокрема Український Оскарівський комітет звинувачували у непрозорості висвітлення результатів голосування (протокол засідання не був оприлюднений), в конфлікті інтересів (Ігор Савиченко був продюсером фільму «Поводир», Дмитро Колесников був керівником компанії-підрядника, що займалася пост-продакшном «Поводиря», Анатолій Кокуша був керівником компанія, що була підрядником при виробництві «Поводиря») та у відсутності кворуму (у голосуванні нібито брали участь лише 4 з 9 членів комітету).
Комітет у відкритому листі-відповіді заявив, що рішення приймали прозоро, без порушень, з дотриманням правил Американської кіноакадемії. Комітет повідомив, що голосувало семеро експертів, троє членів комітету (Сергій Тримбач, Ада Роговцева та Андрій Курков) голосували дистанційно. Було наголошено, що продюсер «Поводиря» Ігор Савиченко не брав участі в голосуванні згідно з регламентом, а претензії щодо інших двох членів комітету, названих причетними до виробництва фільму (Дмитра Колесникова та Анатолія Кокуша) у комітеті назвали безпідставними.
Universe Multicultural Film Festival (США)
9 грудня 2014 року Американська кіноакадемія оприлюднила короткий список премії «Оскар» в категорії «Найкращий фільм іноземною мовою». Висунутий Україною фільм «Поводир» не потрапив до зазначеного переліку з дев'яти стрічок.

## Оцінки й відгуки
«Поводир» зібрав середню оцінку на IMDb 7,9 з 10.
Значна кількість українських кінокритиків дуже схвально відгукнулися на стрічку, назвавши її важливим кроком в українському кінематографі. Водночас, українські кінокритики з русофільськими поглядами, серед яких зокрема Олександр Гусєв, Дар'я Бадьор та Юрій Володарський, дуже критично сприйняли фільм вважаючи стрічку «ідеологічною агіткою». За словами кінокритика видання «Тексти» Романа Кабачійчука, насправді цих кінокритиків-русофілів дратувала сама «українськість» «Поводиря»; як окреслила культурний оглядач газети «День» Тіна Пересунько для тих кого «…українське глибоко гнітить і дратує, [фільм Поводир] стане яскравим розчаруванням, викликавши масу обурення, галасливого скептицизму і цинічного висміювання».
Андрій Кокотюха писав, що кобзарські епізоди зроблені найкраще. Проте наскрізною лінію, як того, очевидно, вимагав первісний задум, вони не виходять; стрічка має три підсюжети (про кобзаря, про доставку документів і про чекіста з актрисою), котрі конкурують між собою. Водночас у фільмі чітко видне логічне та правильне бажанням творця піди до ширшої авдиторії. Наповненість кінозалів, зокрема людьми «50+» засвідчує, що Олесю Саніну його замисел про українське масове кіно вдався.
Дарія Бадьйор у LB.ua відгукнулася: «У „Поводиря“ — блискучий оператор Сергій Михальчук, пара хороших акторських робіт, проблискують гумор і здоровий глузд у діалогах. Для того, щоб у нас з'явилося якісне глядацьке кіно, „Поводир“ має стати сходинкою, але не еталоном». Головною проблемою фільму вказувалося, що «Жодному з персонажів не віриш, за жодного не переживаєш», хоча видна щирість, з якою Санін підійшов до зйомок.
«Суспільне» в 2021 році зарахувало «Поводиря» до шедеврів українського кіно.

## Цікаві факти
- Для зйомок деяких епізодів було запрошено більше сотні справжніх незрячих та кобзарів, зокрема у фільмі зіграв бандурист Тарас Компаніченко. У сцені бійки між кобзарем та працівниками НКВС грає бронзовий призер параолімпіади 2004 року, дзюдоїст Ігор Засядкович. Також одного з кобзарів зіграв незрячий радіожурналіст Володимир Носков.
- Українського поета Михайля Семенка зіграв сучасний український поет Сергій Жадан. Інший сучасний український поет — Олександр Ірванець — зіграв стенографіста на допиті.
- Для Станіслава Боклана та кількох кобзарів було замовлено в США спеціальні лінзи, в котрих актори нічого не бачили.
- Для зйомок спеціально збудували хату дружини кобзаря Івана Кочерги та замовляли для неї спеціальну стріху. Майстри постелили на будинок стару стріху з хати-музею Шевченка. Нині ця хата слугує одним з найцікавіших туристичних об'єктів селища Витачів в Київській області, і розміщується неподалік давньоруського городища.
- Щоб відтворити випуск радянського кіножурналу «Кінооко», присвячений першому радянському трактору, була використана раритетна кінокамера Parvo Debrie.
- Спеціально для зйомок відновили перший трактор Харківського тракторного заводу 1931 року випуску, який 50 років простояв на постаменті перед підприємством і був зданий на металобрухт. Також відновили паровоз та колію для нього (7 кілометрів вузькоколійної дороги біля міста Гайворон).
- Для сцени затягування Пітера в поїзд був створений спеціальний вагон, який зовні був точною копією вантажних вагонів 1930-х років, а всередині — повноцінним знімальним павільйоном. Вагон було також обладнано спеціальною системою тросів і підвісів, яка дозволила виконати фізично важкий трюк і мала убезпечити актора від потрапляння під колеса поїзда.
- Головну роль хлопчика-поводиря виконав 10-річний американець Антон-Святослав Грін (англ. Anton Sviatoslav Greene) з Детройта — онук українського художника-графіка Богдана Сороки[38].
- Планувалося, що в фільмі зіграє голлівудський актор українського походження Джек Пеленс (Володимир Палагнюк), але Пеленс помер у 2006 році, на етапі розробки фільму.
- Режисер Олесь Санін сам є кобзарем.
- Співачка Джамала, що зіграла в фільмі Ольгу, у квітні 2014 року представила музичний кліп «Чому квіти мають очі» на підтримку фільму. Також наприкінці листопада, був представлений однойменний сингл на підтримку стрічки «Поводир» із двома треками.

## Додаткова література
- Ольга Богачевська (12 листопада 2014). Сергій Жадан зіграв харківського поета Семенка — 10 фактів про стрічку «Поводир». Gazeta.ua.
- Яна Полянська (11.11.2014). Ми тепер зрозуміли, що ви робили на Майдані — іноземці про фільм „Поводир“. Радіо «Свобода».
- Ірина Качан (17 серпня 2015). Режисер Олесь Санін: «Коли поруч з тобою сильна людина, ти сам стаєш сильнішим». Хроніки Лобарта.